# L'Anglais au Moulin-Rouge
L'Anglais au Moulin-Rouge est une peinture réalisée en 1892 par l'artiste français Henri de Toulouse-Lautrec. Réalisée à l'huile sur carton, l'œuvre représente l'artiste britannique William T. Warrener - un ami proche de Lautrec - et deux femmes au célèbre cabaret du Moulin Rouge à Paris . La peinture a servi d'étude préparatoire à une lithographie couleur de 1892 et fait actuellement partie de la collection du Metropolitan Museum of Art de New York . 